# 이시야 제과
이시야 제과(石屋製菓 이시야세이카[*], 영어: ISHIYA)는 일본의 제과업체로, 홋카이도 삿포로시 니시구에 본사가 있다. 일본 초콜릿·코코아 협회 회원이다.
홋카이도를 대표하는 제과 시로이코이비토를 비롯한 홋카이도 한정 과자를 판매하고 있으며, 관련 테마파크 시로이코이비토 파크 또한 운영하고 있다. 홋카이도 콘사돌레 삿포로의 공식 최고 파트너 (스폰서)로 되어있어 서포터로도 널리 알려져 있다.